# ماسیمو جولیانی
ماسیمو جولیانی (ایتالیایی: Massimo Giuliani؛ زادهٔ ۵ فوریهٔ ۱۹۵۱) هنرپیشه، صداپیشه، دیالوگ‌نویس، مدیر دوبلاژ و تقلیدکنندهٔ صدا اهل ایتالیا است.
از فیلم‌ها یا مجموعه‌های تلویزیونی که وی در آن‌ها نقش داشته است، می‌توان به پدر ماتئو و دخترک سرباز در دیدار نظامی اشاره نمود.